# Wapella (Canada)
Wapella is een plaats (village) in de Canadese provincie Saskatchewan en telt 354 inwoners (2001).